# SN 2001kq
SN 2001kq – supernowa typu Ia odkryta 23 marca 2001 roku w galaktyce A093334+5510. W momencie odkrycia miała maksymalną jasność 19,10m.